# Oreste Ristori
Oreste Ristori (San Miniato, 12 agosto 1874 – Firenze, 2 dicembre 1943) è stato un giornalista e anarchico italiano.

## I primi anni a Empoli
Oreste Ristori nasce in una casa rurale nei pressi di San Miniato, in località Pino, il 12 agosto 1874. Suo padre Egisto faceva il pastore: la mamma si chiamava Massima Gracci. In seguito si trasferiscono ad Empoli, in via Chiara. Intorno al 1880 nasce la sorella Linda. Erano gli anni della crisi economica, degli scontri spesso violenti fra le classi sociali. Ad Empoli e dintorni verso la fine del secolo, erano attivissimi i gruppi anarchici, che prendevano le difese dei lavoratori maggiormente esposti a rimanere senza lavoro: il che significava, per loro e le loro famiglie, la fame. Ristori è fra i primi ad aderire a quei gruppi, facendosi notare giovanissimo in azioni dimostrative. A 17 anni è coinvolto nell'incendio dell'esattoria comunale.
Al processo viene assolto per insufficienza di prove, ma viene riconosciuto colpevole di associazione a delinquere e inviato al domicilio coatto. Inizia per lui una continuo pellegrinaggio fra diverse prigioni: da Ustica a Ponza, da Porto Ercole alle Tremiti; erano luoghi di prigionia spesso sovraffollati e ospitavano per lo più persone detenute per motivi politici. Ristori conosce personalità di primo piano, che ritroverà in futuro durante la sua permanenza in Sudamerica. Inizia anche a scrivere i primi articoli per riviste anarchiche, nei quali racconta le condizioni dei prigionieri coatti. Dopo un tentativo di fuga in Francia, rimpatriato, decide di abbandonare l'Italia, dove ormai è controllato a vista, per trasferirsi in America del Sud. Si imbarca senza passaporto, da clandestino.

## In America Latina
La prima tappa è Buenos Aires, dove Oreste arriva nel 1902, accolto da alcuni compagni anarchici. Si fa subito notare dalle autorità per la sua partecipazione alle attività dei gruppi anarchici.
L'anno dopo, individuato come persona non gradita, viene rimandato in Italia. Ma al primo scalo sulla via del ritorno, a Montevideo (Uruguay), Ristori riesce a fuggire ed ha anche il coraggio di farsi rimborsare metà biglietto del viaggio (pagato dal governo argentino), dichiarando di essere arrivato tardi all'imbarco.
L'anno dopo viene arrestato e rispedito di nuovo al suo paese di origine. E anche questa volta, aiutato da amici che lo aspettarono con una barca, a scappa buttandosi in mare.
È ormai un leader, stimato e ascoltato nella comunità italiana di fede libertaria.
Stabilitosi a Montevideo, nel 1903, durante una festa organizzata da anarchici, Ristori incontra Mercedes Gomes, il grande amore della sua vita. Fino al 1936 saranno inseparabili. Si trasferirono in Brasile, a San Paolo, dove pubblicano una rivista anarchica, La Battaglia, realizzando un loro grande sogno.

## "La Battaglia"
Al settimanale collaborano altri anarchici italiani, come Alessandro Cerchiai e Gigi Damiani. Ben presto "La Battaglia" diventa il punto di riferimento per tutti i disederati, e si occupa di denunciare lo sfruttamento e le condizioni disumane a cui erano sottoposti i lavoratori delle lontane fazendas, sparse e irraggiungibili, nel territorio sconfinato del Brasile.

## "El Burro"
Lasciata nel 1912 la direzione della rivista all'amico Gigi Damiani, Oreste e Mercedes si trasferiscono a Buenos Aires, in Argentina, dove fondano nel 1917 un'altra rivista di grande successo e diffusione: "El Burro". Si tratta di un mensile illustrato con disegni e caricature, dichiaratamente anticlericale, che ripropone in Sud America la graffiante efficacia dell'"Asino" di Podrecca e di Galantara, in arte Ratalanga, il formidabile disegnatore satirico. Il successo è immediato e la rivista ha tirature altissime.
Nel 1919 Ristori è arrestato di nuovo e rispedito in Italia. Anche questa volta riesce a scappare gettandosi dalla nave: invece del mare, trova una barca di salvataggio, e nella caduta si frattura le gambe, rimanendo zoppo per il resto dei suoi gironi. Questo almeno dice la leggenda, da lui stesso alimentata, con racconti che faceva agli amici. Fino al 1922 vive a Montevideo, poi ritorna a San Paolo, un po' defilato dalla vita politica, ma schierato apertamente contro il governo di Getúlio Vargas.

## La guerra civile spagnola
Nel 1936 Ristori viene di nuovo arrestato e rimpatriato; questa volta giunge a Genova, atteso dalla polizia fascista. Torna ad Empoli, per poco tempo: si trasferisce subito in Spagna dove prende parte alla guerra civile.
Ristori vive con la speranza di ritornare in Sudamerica, dove lo attende Mercedes. Le lettere che i due si scambiano si sono conservate a testimonianza di un amore profondo e indistruttibile.

## Il ritorno in Italia
Alla vittoria di Franco si trasferisce in Francia, dove vive fino al 1940. Il governo Pétain lo rimanda in Italia, e Ristori, dopo un periodo di prigionia, viene mandato a Firenze. Interrogato a lungo dalle autorità di polizia, viene "ammonito" e obbligato a ritornare a Empoli. Qui cerca di rifarsi una vita, con l'aiuto dei vecchi compagni che ancora si ricordano di lui. Vive per un breve periodo all'albergo-trattoria Maggino, presso il Canto Ghibellino. Più tardi va ad abitare a Spicchio, dove lavora in una ditta di ingrandimenti fotografici. Cerca di non esporsi troppo, visti i suoi precedenti. Come "ammonito" è un sorvegliato speciale. Ma il 25 luglio del 1943 con la caduta di Mussolini, Ristori è fra gli organizzatori delle manifestazioni, non autorizzate, che avvengono in città: viene subito arrestato e, mentre lo conducono in caserma, si rivolge al comandante della Polizia definendolo “gelataio”. Si ritrova alle Murate, a Firenze, con l'accusa di ingiuria a un pubblico ufficiale. Ed è lì che la mattina del 2 dicembre del 1943, viene prelevato dai fascisti della banda Carità e condotto alle Cascine, al poligono di tiro, insieme ad altri 4 compagni, per essere fucilato. È una rappresaglia, una delle tante, voluta dai fascisti repubblichini per vendicare l'esecuzione da parte dei Gappisti di un gerarca fascista, il colonnello Gobbi.
Questa è la lapide che ricorda il sacrificio di Oreste Ristori.
Si trova sulla sua tomba, al cimitero Comunale di Empoli.
ORESTE RISTORI
NATO A S.MINIATO IL 12 AGOSTO 1874, DOPO AVER PEREGRINATO
LUNGAMENTE DA UN LUOGO ALL'ALTRO ED ESSERSI DIMOSTRATO
SEMPRE ED OVUNQUE STRENUO DIFENSORE DELLE LIBERTÀ
A SETTANTANNI
TOLTO DALLA CELLA OVE INVANO SI TENTÒ CARCERARNE IL PENSIERO
VENIVA FUCILATO QUALE INNOCENTE OSTAGGIO
CHIUDENDO COSÌ SOTTO IL PIOMBO DEI NAZI-FASCISTI
UNA VITA TUTTA DEDITA AL TRIONFO DELLA VERITÀ E DELLA GIUSTIZIA
Oreste Ristori è una figura quasi leggendaria in Brasile. A San Paolo c'è una piazza a lui dedicata. Il suo nome è citato in tutti i testi che parlano della storia del movimento anarchico in Sudamerica. Le sue due riviste hanno rappresentato una voce ascoltata e diffusa in quegli anni terribili di scontri sociali.
"La Battaglia" è di gran lunga la più conosciuta e diffusa rivista anarchica di quel periodo.